# 봉효정
봉효정은 대한민국의 KBS전주방송총국 아나운서이다.

## 경력
- 2009년: KBS광주방송총국 리포터
- 2009년 ~ 2010년: 봉효정의 신문기자 데뷔
- 2010년 ~ 2013년: 포항MBC 아나운서
- 2014년: KBS전주방송총국 41기 공채 아나운서 (KBS전주방송총국 근무)

## 방송 경력
- KBS 뉴스 930 전북
- KBS 뉴스 9 전북권
- KBS 뉴스 7 전북
- 봉효정의 이슈in전북
- KBS 전주 특별기획 석탑수리도감 - 내레이션

## 과거 방송 경력
- 열려라 동요세상